# پاول رومینوف
پاول یورویچ رومینوف (روسی: Па́вел Ю́рьевич Руми́нов؛ زادهٔ ۲۵ نوامبر ۱۹۷۴) کارگردان فیلم، فیلم‌نامه‌نویس و آهنگساز اهل روسیه است.
از فیلم‌هایی که وی در آن‌ها نقش داشته‌است، می‌توان به ماشین عشق اشاره نمود. این فیلم روسی که نیت ساخت و هدف واقعی تولید آن بحث‌برانگیز بود، دارای صحنه‌های آشکار جنسی است و دربرگیرندهٔ چند لحظه هاردکور از جمله سکس دهانی است.